# Obiteljsko slavlje (1996.)
Obiteljsko slavlje (Un air de famille), francuska filmska komedija iz 1996. godine. 

## Sažetak
Obitelj srednjeg sloja u restoranu slavi rođendan. Unutar jedne večeri i tijekom jednog obroka sukobljavaju se i miješaju obiteljska povijest, napetosti, skupna i pojedinačna zamjeranja, radosti i uspomene.